# Canton de Fay-sur-Lignon
Le canton de Fay-sur-Lignon est une ancienne division administrative française, située dans le département de la Haute-Loire et la région Auvergne.

## Composition
Le canton de Fay-sur-Lignon groupait six communes :
- Champclause : 229 habitants
- Chaudeyrolles (Chaudeiròlas): 108 habitants
- Les Estables : 325 habitants
- Fay-sur-Lignon : 399 habitants
- Saint-Front : 509 habitants
- Les Vastres : 221 habitants

## Histoire
Le canton s'appelait « Canton de Fay-le-Froid » au début du XXe siècle.
Il a été supprimé en mars 2015 à la suite du redécoupage des cantons du département et les six communes ont rejoint le nouveau canton de Mézenc.

## Représentation

### Conseillers généraux de 1833 à 2015
| Période                | Identité                                 | Parti                 | Qualité |
| ---------------------- | ---------------------------------------- | --------------------- | --- |
| 1833-1837              | Alexandre André                          |                       | Notaire, expert géomètre, maire de Fay-le-Froid |
| 1837-1845              | André de Parron fils                     |                       | Propriétaire à Fay-le-Froid et au Puy |
| 1845-1852              | Alexandre André                          |                       | Avocat et avoué au Puy |
| 1852-1876 (démission)  | César de La Tour-Maubourg Marquis de Faÿ | Bonapartiste          | Maire de Saint-Maurice-de-Lignon Député de la Haute-Loire au Corps législatif (Second Empire) 1852-1870)                                                  |
| 1876-1892              | Comte Pierre de Kergorlay (1847-1919)    | Union des Droites     | Auditeur au Conseil d'État député (1881-1885 et 1889-1893) Maire de Saint-Maurice-de-Lignon Propriétaire du château des Barres à Sainpuits                |
| 1892-1893 (annulation) | Henri Blanc                              | Républicain           | |
| 1893-1898              | Comte Pierre de Kergorlay                | Union des Droites     | Auditeur au Conseil d'État député (1881-1885 et 1889-1893) Maire de Saint-Maurice-de-Lignon Propriétaire du château des Barres à Sainpuits                |
| 1898-1904              | Cyprien Eyraud                           | Conservateur          | Huissier à Fay-le-Froid Conseiller d'arrondissement |
| 1904-1905 (annulation) | Jean-François Régis Rivier               | Rad.                  | Notaire Maire de Saint-Front, conseiller d'arrondissement                                                                                                 |
| 1905-1919 (décès)      | Comte Pierre de Kergorlay                | Union des Droites     | Auditeur au Conseil d'Etat Ancien député (1881-1885 et 1889-1893) Maire de Saint-Maurice-de-Lignon Propriétaire du château des Barres à Sainpuits (Yonne) |
| 1919-1920 (annulation) | Jean Faure                               | RG                    | Agriculteur Maire de Chaudeyrolles |
| 1920-1934              | Joseph Antier                            | URD                   | Avocat au Puy Maire de Laussonne Député (1919-1924 et 1928-1932) Sénateur (1938-1940)                                                                     |
| 1934-1940              | Ferdinand Chabagno (1891-1968)           | URD                   | Médecin Maire de Fay-sur-Lignon (1934-1967) Nommé conseiller départemental en 1942                                                                        |
|                        |                                          |                       | |
| 1945-1967              | Ferdinand Chabagno                       | DVD                   | Maire de Fay-sur-Lignon (1934-1967) |
| 1967-1974 (décès)      | Pierre Delabre (1919-1974)               | DVD puis CDP          | Épicier, secrétaire de mairie Maire de Saint-Front |
| 1975-2015              | Gérard Roche                             | UDF puis DVD puis UDI | Docteur en médecine à Saint-Julien-Chapteuil Président du Conseil général (2004-2014) Ancien conseiller municipal de Saint-Front Sénateur (2011-2017)     |

### Conseillers d'arrondissement (de 1833 à 1940)
| Période                                  | Période | Identité                           | Étiquette                | Qualité |
| ---------------------------------------- | ------- | ---------------------------------- | ------------------------ | --- |
| 1833                                     | 1836    | Pierre Théofrède Crespin           |                          | Maire des Estables                                                                                          |
| 1836                                     | 1842    | Pierre Alexandre Royet (1803-1863) |                          | Cultivateur, maire de Fay-le-Froid                                                                          |
| 1842                                     | 1848    | Joseph Denis Descours (1812-1865)  |                          | Cultivateur, maire des Estables                                                                             |
|                                          |         |                                    |                          | |
| 1871                                     |         | Jean-Jacques Jullien               |                          | Maire de Fay-le-Froid                                                                                       |
|                                          |         |                                    |                          | |
| 1901                                     | 1904    | Jean-François Rivier               | Radical                  | Maire de Saint-Front                                                                                        |
|                                          |         |                                    |                          | |
| 1907                                     | 1940    | Pierre Michel                      | Républicain Nationaliste | Agriculteur, adjoint au maire des Estables                                                                  |
| 1940                                     |         |                                    |                          | Les conseils d'arrondissement ont été suspendus par la loi du 12 octobre 1940 et n'ont jamais été réactivés |
| Les données manquantes sont à compléter. |         |                                    |                          | |

## Démographie
| 1962  | 1968  | 1975  | 1982  | 1990  | 1999  | 2006  | 2011  | 2012  |
| ----- | ----- | ----- | ----- | ----- | ----- | ----- | ----- | ----- |
| 4 050 | 3 593 | 2 916 | 2 268 | 1 960 | 1 791 | 1 856 | 1 713 | 1 689 |